# Kärling
Kärling är en västgötsk frälseätt vars tidigast kända medlemmar är bröderna Ulf (nämnd 1331-50), Lars (nämnd 1331-59) och Anders Kärling [nämnd 1334] samt deras två systrar, av vilka en hette Ingeborg (nämnd 1331) medan den andra (nämnd 1334) är till namnet okänd. De var brorsöner till Sigge Djäkn. En Peter Kärling omtalad 1316 var möjligen syskonskarans farfar eller farbror, och en Helf Kärling (omtalad 1342) troligen ytterligare en bror. Kaj Janzon föreslår i en artikel i Släktforskarnas årsbok 2006 att de bör ha varit halvsyskon med Torsten Kärling (nämnd 1356-1382), identisk med en vid samma tid omtalad Torsten Nilsson och att deras far då hetat Nils.
Vapen: Släkten förde en sparre i vapenskölden.
Ättens bäst kända medlem är den rymningsbenägna klosternovisen Nanne Kärling som levde under 1400-talet och blev riksbekant genom att flera gånger rymma från Varnhems kloster där hans föräldrar tänkt sig att han skulle bli munk. Ätten dog ut på svärdssidan med hans son Nanne Nannesson. Kvinnolinjen övergick genom äktenskap i adelsätten Rosenstråle.